# Toba (sedimento)

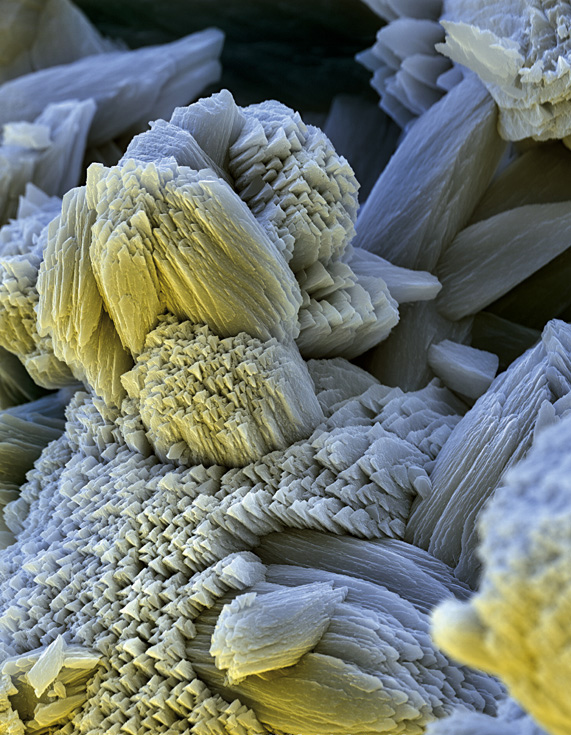
Escala al microscopio electrónico

La toba o sarro es un depósito sólido, duro y yesoso, que aparece en las paredes de las calderas, ollas o tuberías que se utilizan llenas de agua durante mucho tiempo. El sarro está formado principalmente por sales de metales alcalinotérreos, de carbonato de calcio y de magnesio, y, en muy pequeño grado por silicatos.
Un tipo especial de toba es el residuo de evaporación en las salinas, que contiene principalmente sal de mesa.   

## Depósito

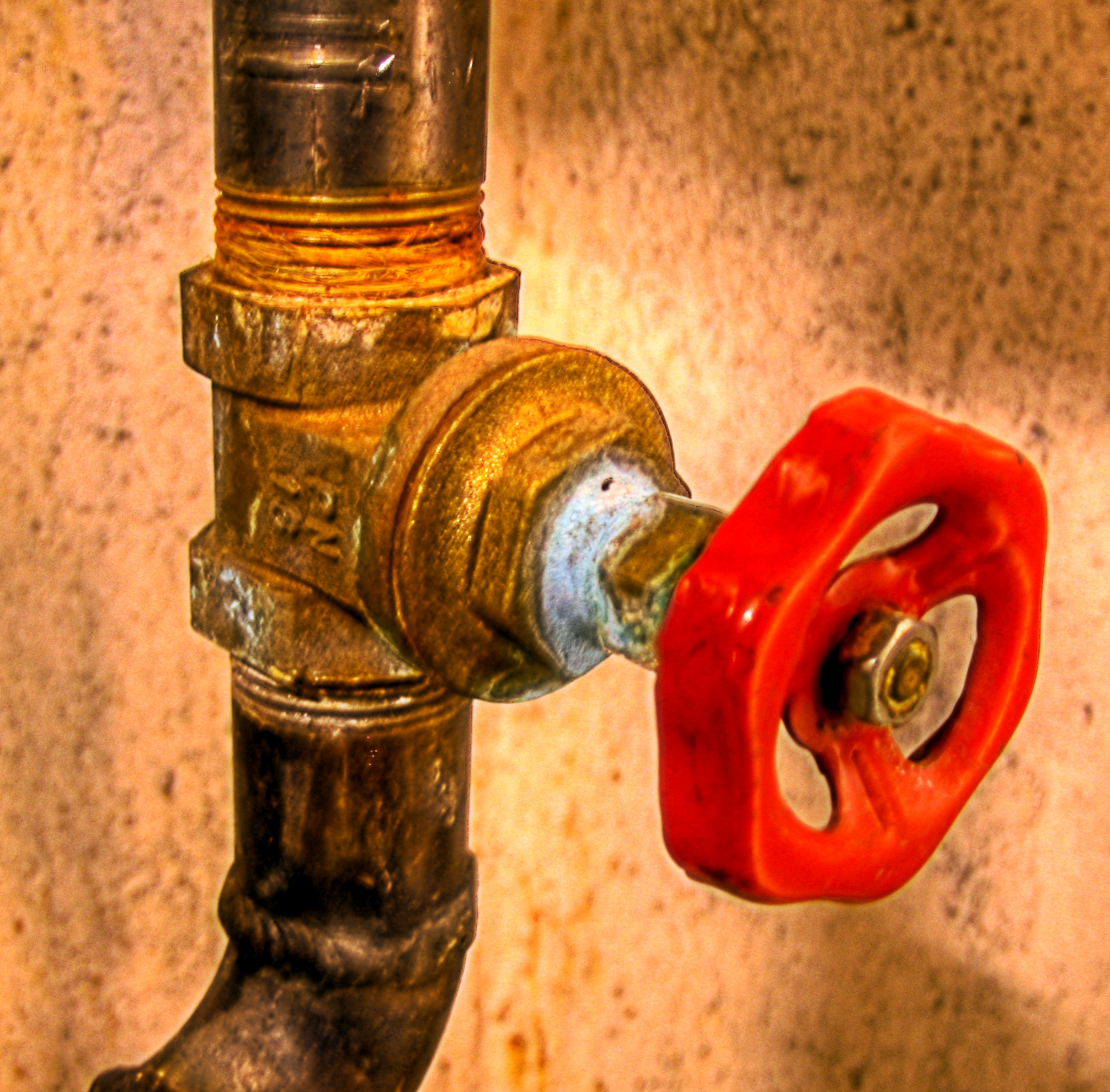
Depósitos de cal en una válvula de cierre con escapes

En las aguas superficiales que fluyen a través del suelo calcáreo, los compuestos de calcio y magnesio se disuelven por el ácido carbónico ligado (dióxido de carbono). La suma de las sales de calcio y magnesio solía llamarse dureza total . Al evaporar o calentar agua dura, el dióxido de carbono se escapa, el hidrogencarbonato de calcio disuelto se convierte en carbonato de calcio insoluble (=cal) y se produce una precipitación, que se deposita en las paredes del recipiente en los núcleos de cristal ya existentes. Al aumentar la temperatura, la formación de sarro se puede describir con la siguiente reacción:
Para la geología y la química del sarro véase Piedra caliza, para una explicación más detallada de cómo se forma, véase también Dureza del agua.

## Eliminación

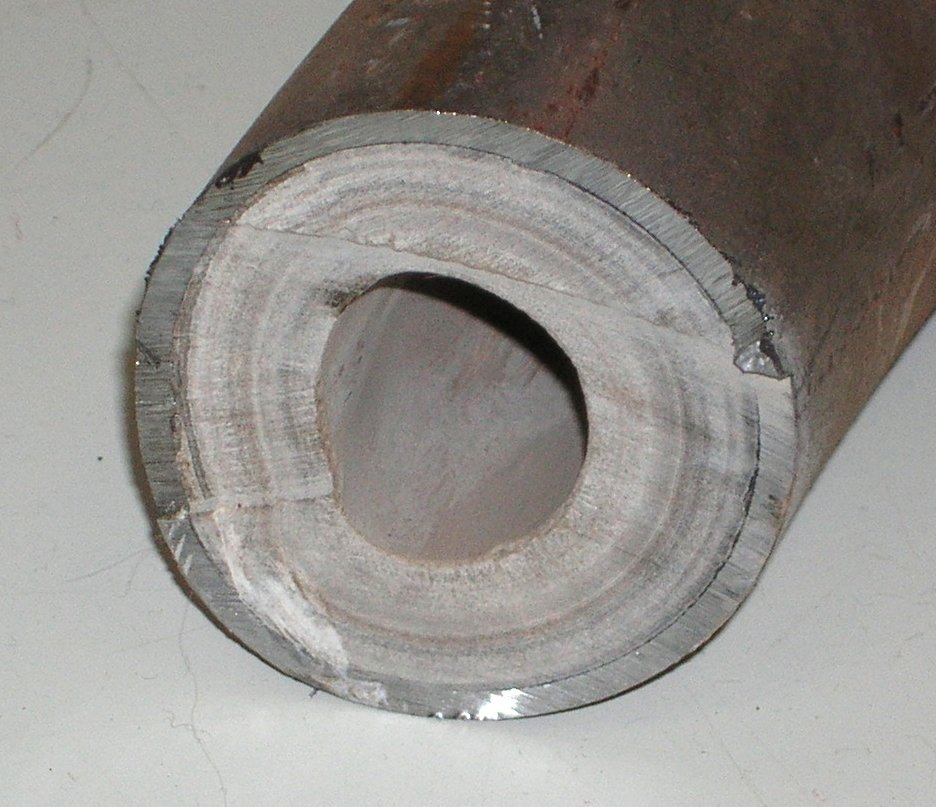
Un tubo de calentamiento, con una gruesa capa de sarro

Las incrustaciones de sarro se eliminan generalmente hirviendo con ácidos diluidos, como el ácido cítrico o el ácido láctico . Además, el vinagre en particular es un remedio casero para su eliminación. Sin embargo, cuando descalcifique con vinagre, asegúrese de que penetre en cualquier sello de goma (p. B. en una cafetera) ataca y hace poroso. Especialmente en máquinas y tuberías en las que se ha depositado sarro durante años o décadas, el sarro normalmente sólo se puede eliminar mecánicamente con toques o voladura. Cuando se utiliza ácido cítrico, debe tenerse cuidado de no calentar demasiado el agua, de lo contrario, el citrato de calcio poco soluble puede precipitar (véase también el artículo sobre el ácido cítrico).
Para evitar la formación de sarro, el agua se puede suavizar antes de utilizarla.
Una medida conocida como tratamiento interno del agua se basa en la adición de fosfato en el agua de la caldera. Un exceso provoca la formación de calcio y Fosfato de magnesio, que se instala como barro en la parte inferior de la caldera y se elimina de la caldera por purga. Un proceso similar se utiliza para el tratamiento interno del agua de alimentación en locomotoras de vapor.

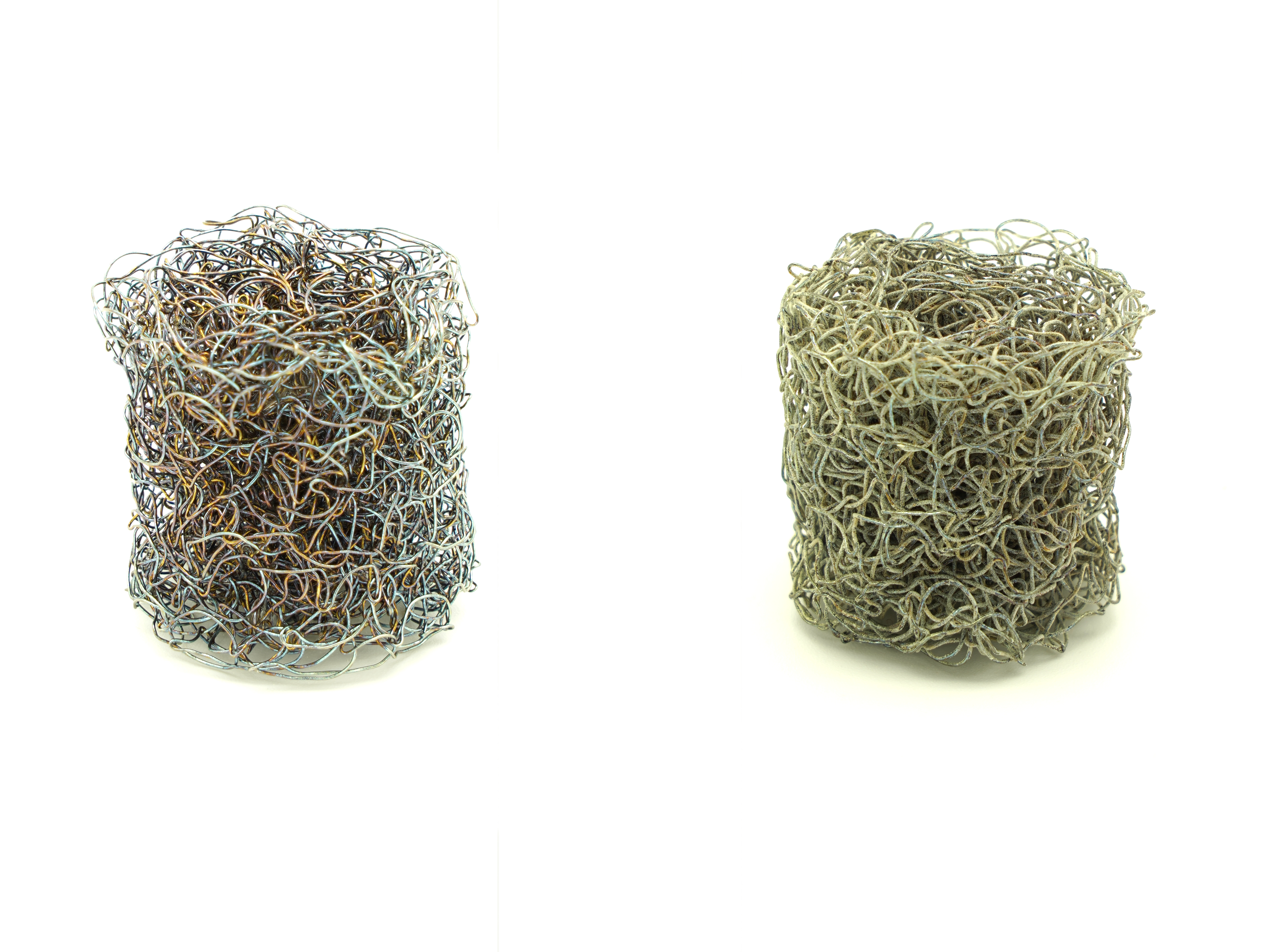
Eliminador de cal para hervidores. Izquierda: recién descalcificado, derecha: depósitos de cal al cabo de unas semanas

En Italia, se suele poner un pequeño trozo de mármol en un hervidor, en cuya superficie porosa se supone que se asienta la cal. Lo mismo se aplica a la malla de acero inoxidable, que se coloca en la caldera como "recogedor de cal" y cuya superficie adicional ata la cal.
Las calcificaciones se disuelven con ácido acético de acuerdo con la siguiente ecuación de reacción:
{\displaystyle \mathrm {2\ CH_{3}COOH+CaCO_{3}\longrightarrow Ca_{\ (aq)}^{2+}+2\ CH_{3}COO_{\ (aq)}^{-}+CO_{2}+H_{2}O} }

## Depósitos de cal en calderas de vapor

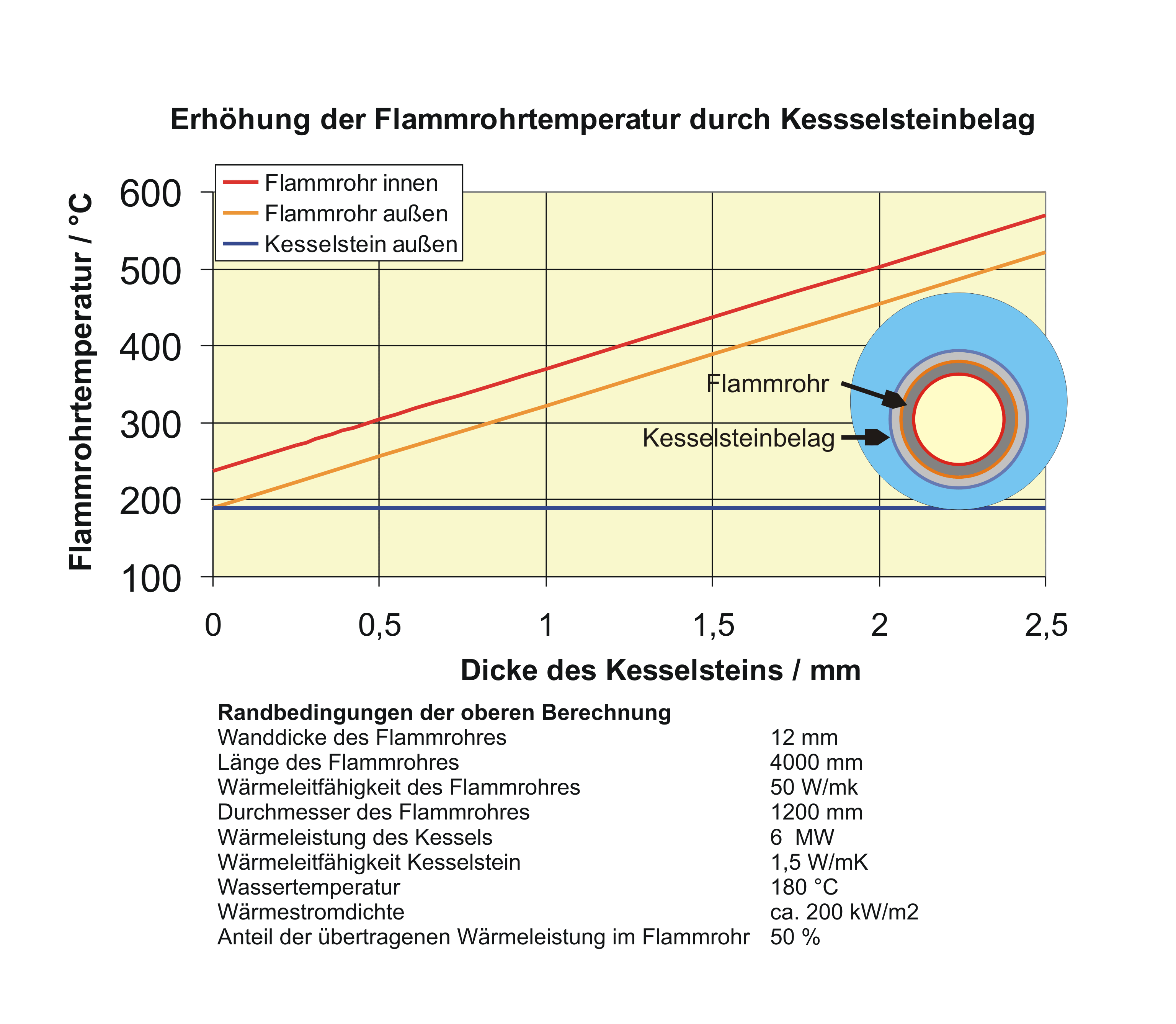
El diagrama muestra el aumento de la temperatura del tubo de llama en una caldera de vapor como resultado de los depósitos de sarro

En las calderas de vapor que funcionan con agua de caldera mal tratada, el sarro se precipita, especialmente en las superficies de calefacción. El sarro de yeso tiene una conductividad térmica λ de 0,5 a 2,3 W/(m K) y escala rica en silicatos de 0,08 a 0,18 W/(m K). En comparación con el acero (λ = 50 W/(m K)) el sarro tiene una conductividad térmica muy baja y, por tanto, forma una capa aislante en el espacio de agua. Esto comporta un aumento de la temperatura en las paredes de las superficies de calentamiento, con el resultado de que el material de las superficies sobrecalentadas se expande más y esto puede provocar grietas, especialmente en las soldaduras.
En las calderas de tubos de agua y en los generadores de vapor de alta velocidad, los tubos de agua pueden estar tan obstruidos con depósitos de sarro que se interrumpe el paso y, por tanto, el enfriamiento de la pared. Los depósitos de sarro muy gruesos conducen a una reducción del punto de fluencia del material debido a la elevada temperatura de la pared. Dependiendo de la dirección del estrés de presión en la caldera, los componentes afectados pueden romperse o hundirse, lo que puede provocar un fallo de la caldera (explosión de la caldera).
Debido al efecto aislante del sarro de la caldera, se reduce la transferencia de calor a la caldera. La temperatura de salida de los gases de combustión aumenta notablemente y, por tanto, la eficiencia de la combustión, es decir, la diferencia de temperatura entre el hogar y la chimenea, disminuye.
En los siglos 19 y 20, las calderas de vapor funcionaban mayoritariamente sin tratamiento de agua. Por tanto, la báscula de la caldera tuvo que ser cortada mecánicamente por martillos de caldera con martillos de picota. La carga térmica específica en las superficies de calefacción de las calderas de rodillo y tubo de llama utilizadas en ese momento era relativamente baja, y las calderas no tenían zonas críticas en cuanto a los depósitos de incrustaciones, por lo que era posible este modo de funcionamiento. Los diseños modernos de calderas de vapor con altas eficiencias de cocción (calderas de tubo de llama/tubo de humo) pueden dañarse por depósitos de cal incluso después de un corto período de funcionamiento. Por tanto, el tratamiento del agua de alimentación con suavización es absolutamente necesario y estipulado en la normativa (p. B. TRD 611).